# Ghana Navy
Ghana Navy (GN) – morski komponent sił zbrojnych Republiki Ghany, które tworzy wraz z siłami powietrznymi i armią ghańską.

## Historia
Początki ghańskiej marynarki wojennej sięgają czasów II wojny światowej. Wtedy to bowiem Brytyjczycy utworzyli w swojej kolonii Złotego Wybrzeża Gold Coast Naval Volunteer Force (Ochotnicze Siły Morskie Złotego Wybrzeża). Zadaniem sił morskich było patrolowanie wybrzeża, które zapewnić miało wolność wód przybrzeżnych od min morskich. Wraz z uzyskaniem niepodległości od Wielkiej Brytanii 6 marca 1957 roku, siły morskie zostały zreorganizowane i dostosowane do swych nowych zadań. Nowe siły ochotnicze powstały w czerwcu 1959, a ich dowództwo mieściło się w mieście Tokardi w zachodniej Ghanie. Służbę tutaj zaczęli pełnić żołnierze przeniesieni z Pułku Artylerii stanowiącego trzon ghańskich sił lądowych. Ich szkoleniem zajęła się brytyjska Royal Navy, której oficerom podlegali tutejsi żołnierze.
29 lipca 1959 na mocy ustawy parlamentu została utworzona marynarka wojenna Republiki Ghany. Siły morskie były podzielone na dwie części z siedzibami w Tokardi i Akrze. Pierwszym dowódcą został kapitan Archibald George Forman, emerytowany oficer brytyjskiej marynarki. We wrześniu 1961 roku prezydent Nkrumah zdecydował o zakończeniu udziału brytyjskich oficerów w dowodzeniu siłami morskimi Ghany. Pierwszym rodzimym dowódcą MW został kontradmirał David Anumle Hansen.

## Organizacja
Na szczycie struktury organizacyjnej MW Ghany znajduje się jej dowództwo, którego siedzibą jest Burma Camp, znajdujące się w stolicy państwa Akrze. Obecnie istnieją dwa dowództwa operacyjne: Wschodnie z siedzibą w Tema i Zachodnie z siedzibą w Sekondi.

## Zadania

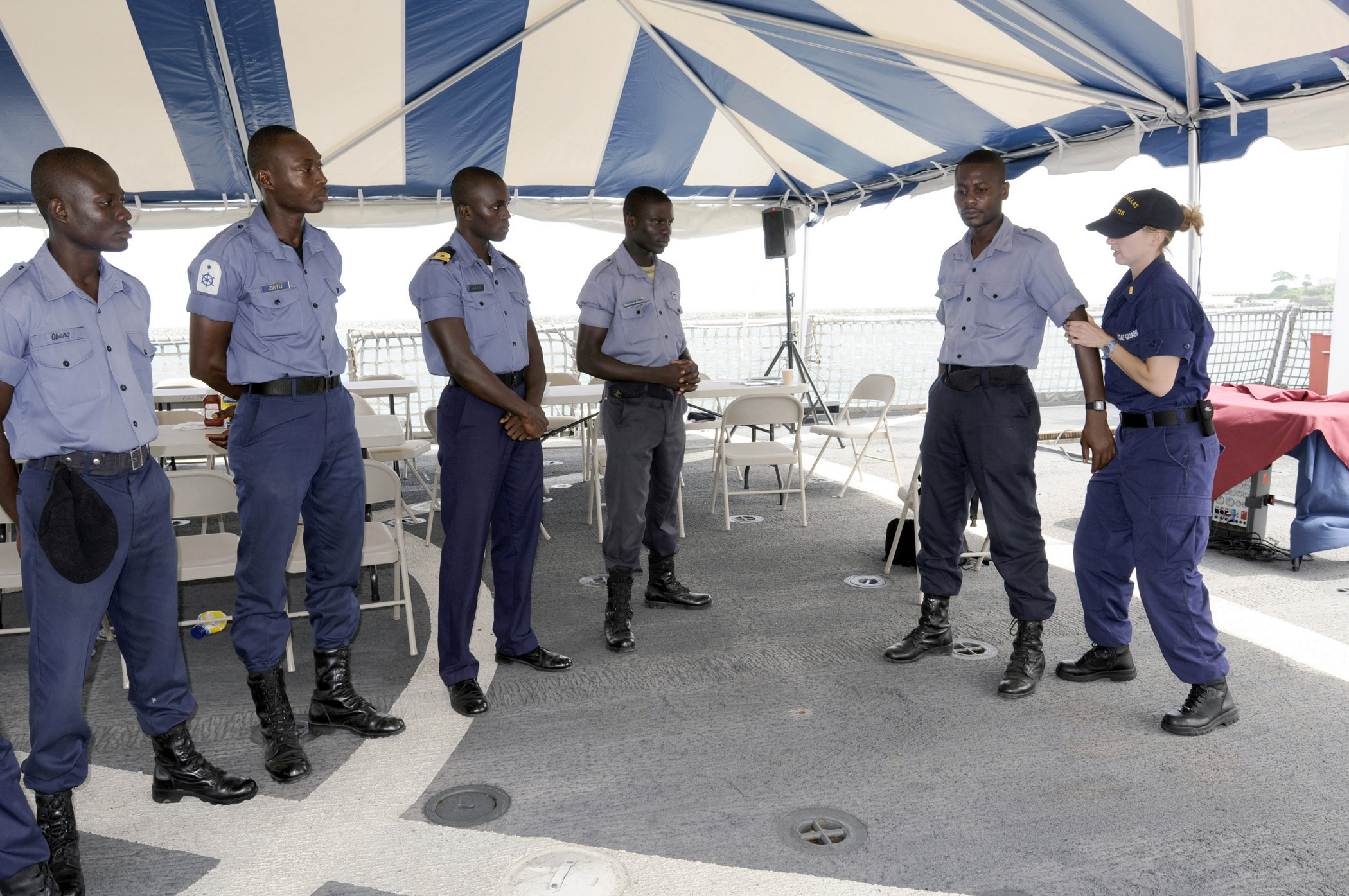
Żołnierze Marynarki Wojennej Ghany podczas ćwiczeń

Do zadań współczesnej MW Ghany należą:
- monitorowanie, kontrolowanie i zabezpieczenie rybołówstwa,
- pokojowe operacje pomocnicze w regionie zachodniej Afryki poprzez regularne wspieranie Economic Community of West African States Monitoring Group,
- obecność na wodach zachodniej Afryki i wsparcie morskie w regionie oraz miejscach kryzysowych w razie potrzeby,
- zabezpieczanie, efektywne patrolowanie i kontrolowanie ghańskich wód terytorialnych i wyłącznej strefy ekonomicznej,
- operacje ewakuacji Ghańczyków i przedstawicieli innych narodowości z niebezpiecznych miejsc,
- zwalczanie aktywności przestępczej takiej jak piractwo czy przemyt,
- operacje związane ze zwalczaniem skutków katastrof naturalnych i humanitarnych, poszukiwania i ratownictwa,
- współpraca z władzami i jednostkami cywilnymi takimi jak ghańska policja czy zarządem ghańskich portów (Ghana Ports and Harbours Authority).

## Okręty

### Okręty patrolowe typu Snake
Cztery okręty patrolowe zamówione w chińskiej firmie Poly Group w 2011 roku. Jeszcze w tym samym roku zostały przekazane Ghanie. Ich wcielenie do służby nastąpiło 21 lutego 2012 roku.
| Nazwa       | Numer | Stocznia                        | Wodowanie        | W służbie od   | Status  |
| ----------- | ----- | ------------------------------- | ---------------- | -------------- | ------- |
| GNS Blika   | P34   | Qingdao Qianjin Shipyard, China | 1 kwietnia 2011? | 21 lutego 2012 | aktywny |
| GNS Garinga | P35   | Qingdao Qianjin Shipyard, China | 1 kwietnia 2011? | 21 lutego 2012 | aktywny |
| GNS Chemle  | P36   | Qingdao Qianjin Shipyard, China | 1 kwietnia 2011? | 21 lutego 2012 | aktywny |
| GNS Ehwor   | P37   | Qingdao Qianjin Shipyard, China | 1 kwietnia 2011? | 21 lutego 2012 | aktywny |

### Okręty patrolowe typu Balsam
Okręty należące pierwotnie do United States Coast Guard, wybudowane jeszcze w czasach II wojny światowej.
| Nazwa                 | Numer | Stocznia                    | Wodowanie        | W służbie od     | Transfer | Status  | ex                         |
| --------------------- | ----- | --------------------------- | ---------------- | ---------------- | -------- | ------- | -------------------------- |
| GNS Anzone (~rekin)   | P30   | Marine Iron & Ship Builders | 28 kwietnia 1944 | 22 września 1944 | 2001     | aktywny | USCGC Woodrush (WLB-407)   |
| GNS Bonsu (~wieloryb) | P31   | Marine Iron & Ship Builders | 31 grudnia 1943  | 26 lipca 1944    | 2001     | aktywny | USCGC Sweetbrier (WLB-401) |

### Okręty patrolowe typu Chamsuri
Okręty patrolowe pochodzące z Korei Południowej.
| Nazwa                 | Numer | Stocznia                                                        | Wodowanie | W służbie od | Transfer         | Status  | ex      |
| --------------------- | ----- | --------------------------------------------------------------- | --------- | ------------ | ---------------- | ------- | ------- |
| GNS Stephen Otu (P33) | P33   | Korea Tacoma, Hyundai Heavy Industries, Hanjin Heavy Industries |           | lipiec 1980  | 21 stycznia 2011 | aktywny | PKM 237 |

### Kutry rakietowe typuAlbatros
Zakupione w Niemczech w 2005 roku za kwotę 35 mln $.
| Nazwa               | Numer | Stocznia                   | Wodowanie        | W służbie od   | Transfer | Status  | ex |
| ------------------- | ----- | -------------------------- | ---------------- | -------------- | -------- | ------- | -- |
| GNS Sebo (~leopard) | P27   | Fr Lurssen Werft GmbH & Co | 19 września 1979 | 2 maja 1980    | 2010     | aktywny |    |
| GNS Dzata (~lew)    | P31   | Fr Lurssen Werft GmbH & Co | 19 września 1979 | 4 grudnia 1979 | 2010     | aktywny |    |

### Kutry rakietowe typu Gepard
Niemieckie okręty typu 143A (S74 Nerz i S77 Dachs) zakupione za kwotę 37 mln dolarów.
| Nazwa             | Numer | Stocznia                   | Wodowanie | W służbie od  | Transfer      | Status  | ex |
| ----------------- | ----- | -------------------------- | --------- | ------------- | ------------- | ------- | -- |
| GNS Yaa Asantewaa |       | Fr Lurssen Werft GmbH & Co |           | 14 lipca 1983 | 31 lipca 2012 | aktywny |    |
| GNS Naa Gbewaa    |       | Fr Lurssen Werft GmbH & Co |           | 22 marca 1984 | 31 lipca 2012 | aktywny |    |

### Mała łódź szybkiego reagowania typu Defender
Łodzie wykorzystywane przez United States Coast Guard. W 2008 roku Ghana otrzymała od Stanów Zjednoczonych trzy takie jednostki. 13 marca 2010 roku przekazano Ghanie kolejne cztery.

### Pozostałe
- GNS Achimota (P28) – okręt flagowy MW Ghany. Niemiecki okręt patrolowy typu FBP 57 wybudowany w 1979 roku.
- GNS Yogaga (P29) – niemiecki okręt patrolowy typu FBP 57 wybudowany w 1979 roku.
- GNS David Hansen – nazwany na cześć Davida Animle Hansena, pierwszego ghańskiego dowódcy MW. 20-metrowa jednostka należała wcześniej do Stanów Zjednoczonych, Wybudowana w latach 70. XX wieku, przekazana Ghanie w 2001 roku.
- 10 grudnia 2010 roku MW Ghany otrzymała od ghańskiego oddziału Czerwonego Krzyża sześć nowych motorówek wraz z pełnym wyposażeniem. Mają one pozwolić na wypełnianie misji ratunkowych.

## Galeria

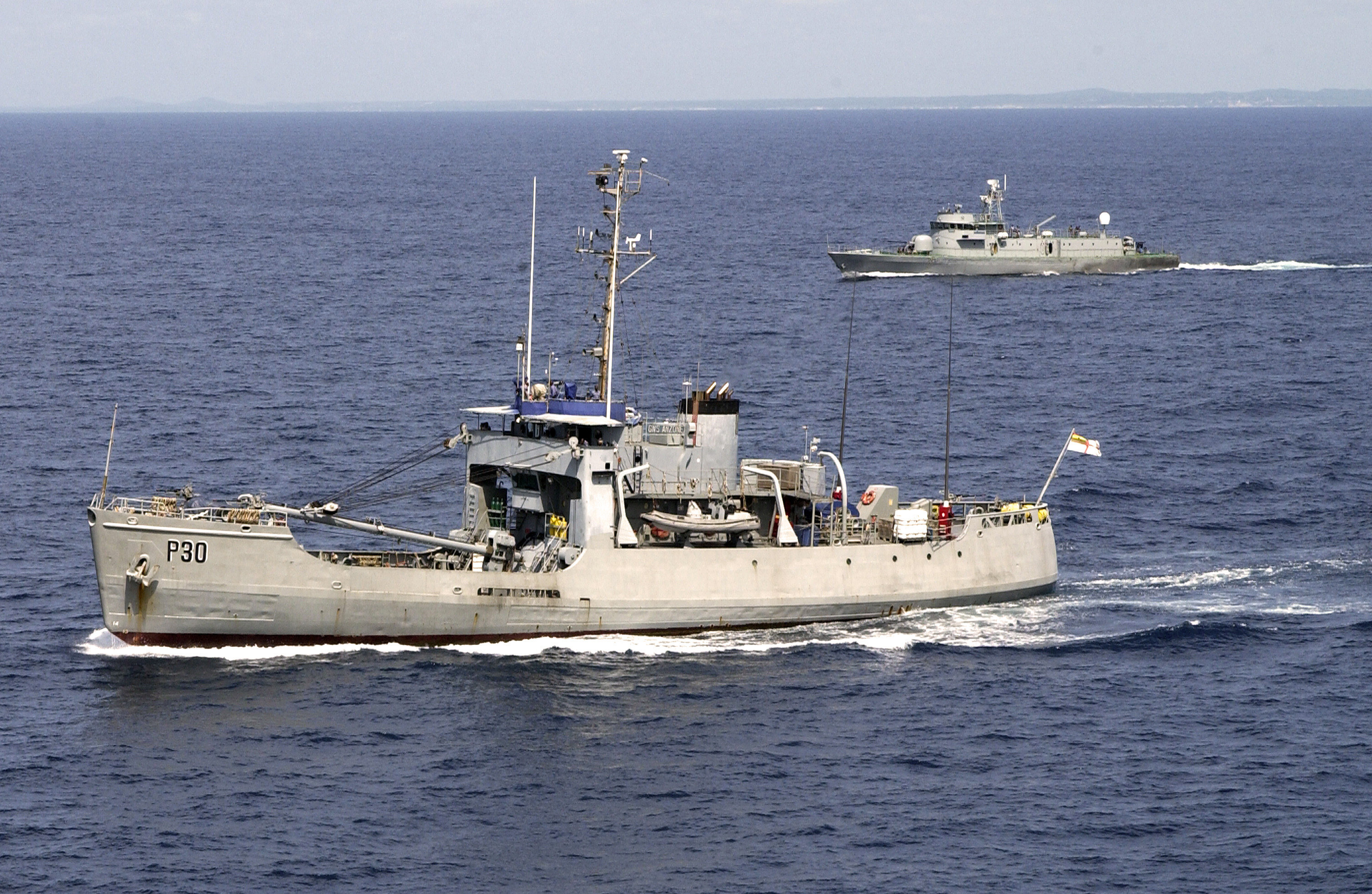
GNS Anzone (P 30) i GNS Achimota (na drugim planie)
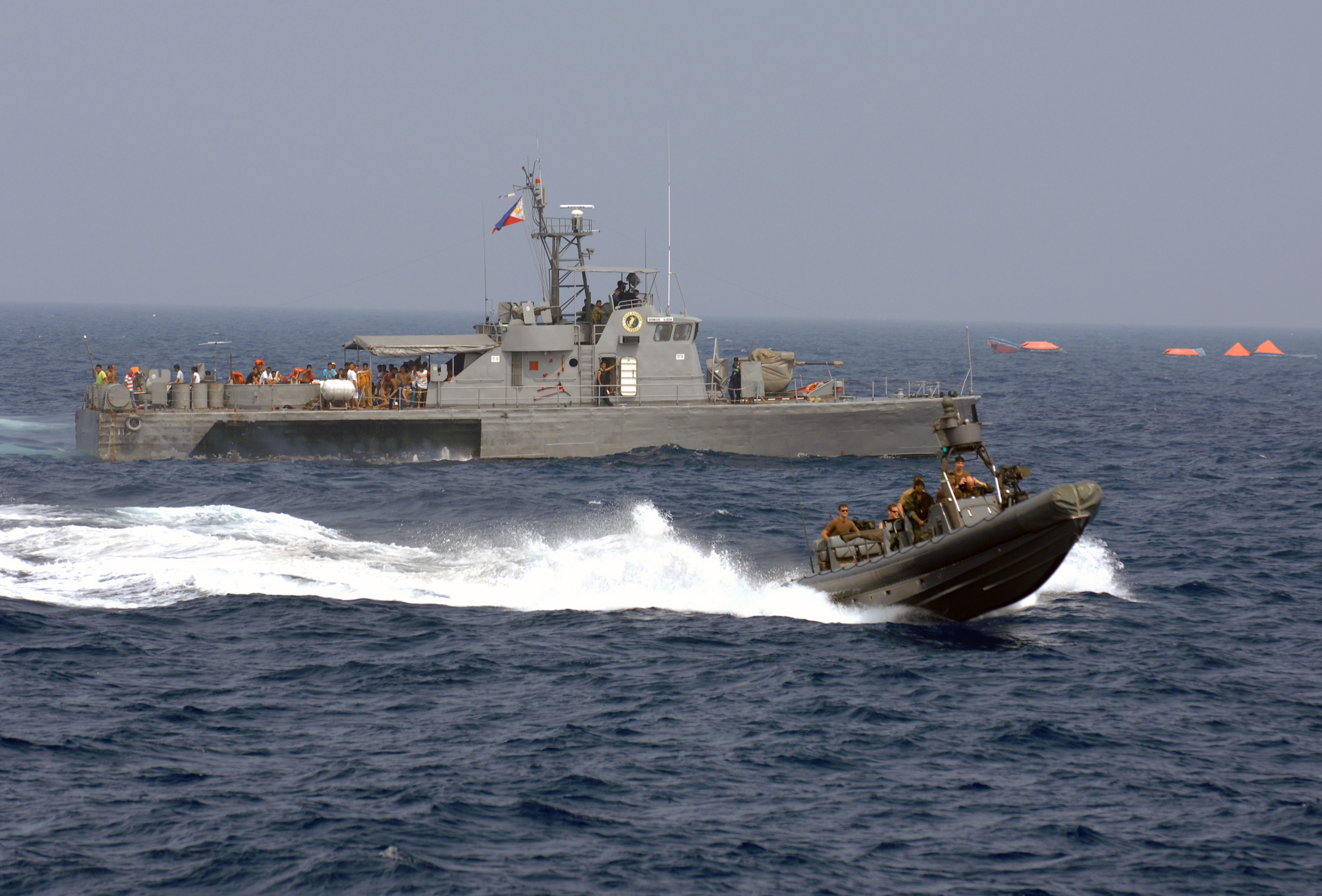
BRP Dioniso Ojeda (PG-117) filipińskiej MW, zbliżony do GNS Stephen Otu (P33)
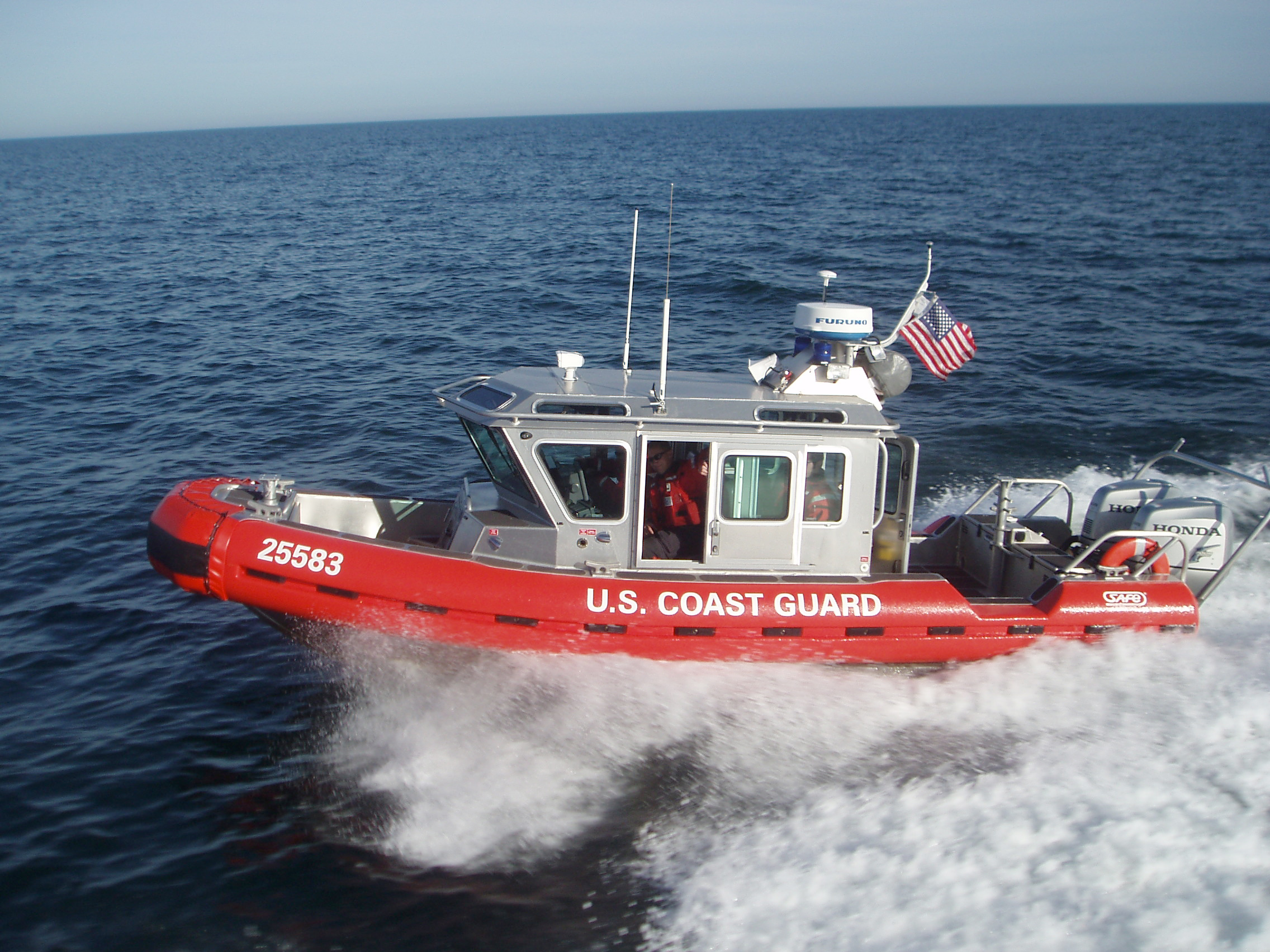
Łódź typu Defender

## Okręty wycofane ze służby
Pierwsze dwie jednostki ghańskiej MW pochodziły z Wielkiej Brytanii. Były to dwa trałowce typu Ham (GNS „Yogaga” i GNS „Afadzato”). Weszły do służby 31 października 1959 roku.

## Plany
Minister obrony Ghany, generał J.H. Smith, zapowiedział w czerwcu 2010 roku plan wcielenia do służby w najbliższych latach dziesięciu nowych jednostek, mających pozwolić na ochronę wyłącznej strefy ekonomicznej.

## Dowódcy Marynarki Wojennej Ghany

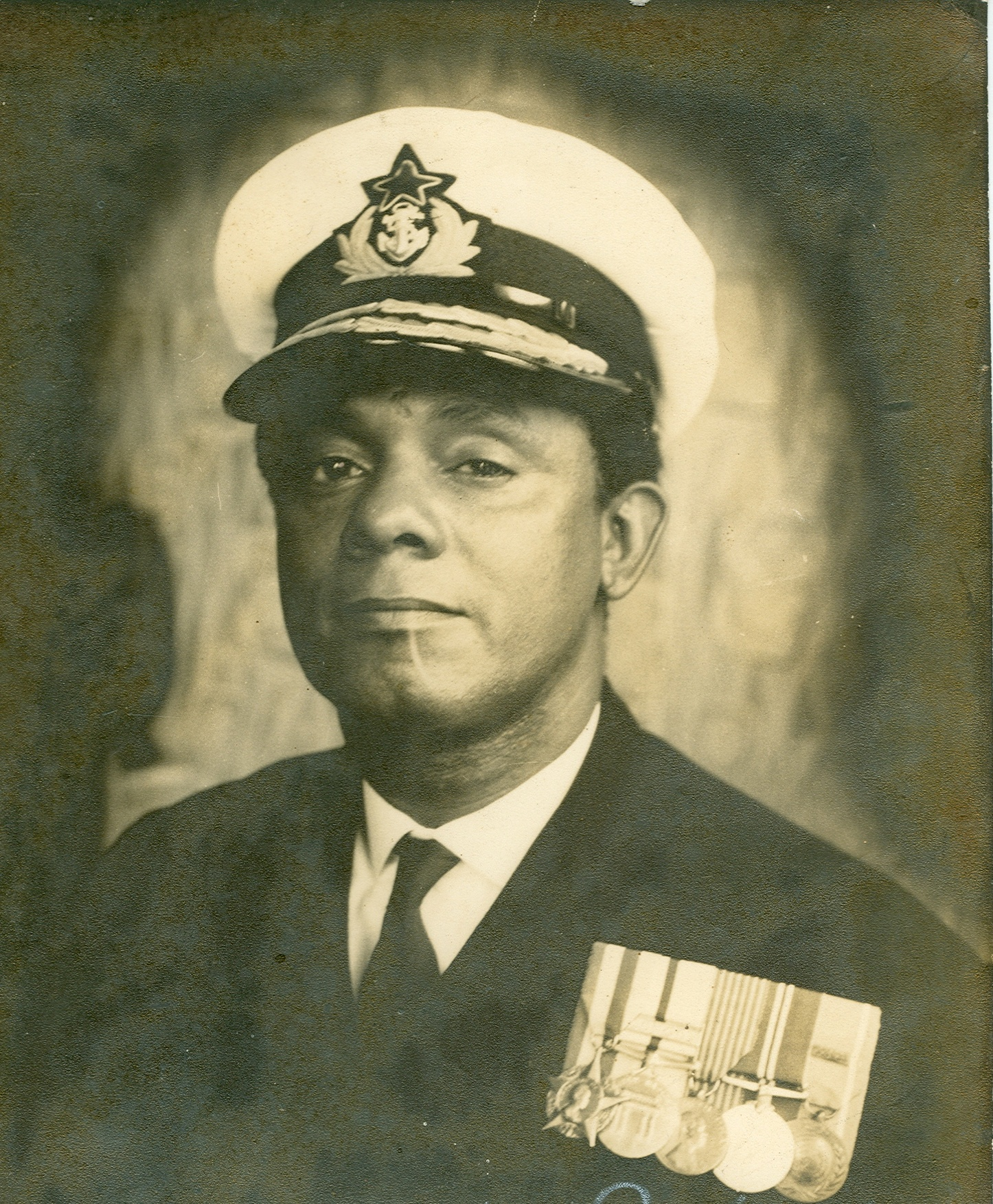
Admirał David Animle Hansen

Od czasu swojego powstania MW Ghany miała osiemnastu dowódców. Jeden z nich (admirał Dzang) dwukrotnie pełnił swoją funkcję.
- Komandor D.A. Foreman (styczeń 1959 – czerwiec 1961)
- Kontradmirał David Animle Hansen (wrzesień 1961 – czerwiec 1967) – pierwszy Ghańczyk na tym stanowisku
- Generał Michael A. Otu (czerwiec 1967 – marzec 1968)
- Komandor Philemon F. Quaye (kwiecień 1968 – maj 1972)
- Komandor Joy Kobla Amedume (maj 1972 – styczeń 1973)
- Komandor C.K. Dzang (luty 1973 – sierpień 1974)
- Komandor G.Bedu-Addo (sierpień 1974 – lipiec 1975)
- Kontradmirał C.K. Dzang (lipiec 1975 – czerwiec 1977)
- Kontradmirał Joy Kobla Amedume (czerwiec 1977 – czerwiec 1979)
- Komandor Stephen Obimpeh (czerwiec 1979 – grudzień 1981)
- Kapitan J.W.Boateng (styczeń 1982 – marzec 1982)
- Komandor J.K. Oppong (marzec 1982 – lipiec 1985)
- Kontradmirał Benjamin Ohene-Kwapong (lipiec 1985 – czerwiec 1990)
- Kontradmirał Tom Annan (czerwiec 1990 – wrzesień 1996)
- Wiceadmirał E.O. Owusu-Ansah (październik 1996 – marzec 2001)
- Kontradmirał John Kodzo Gbenah (marzec 2001 – czerwiec 2005)
- Kontradmirał Arthur Riby Sampa Nunoo (maj 2005 – marzec 2009)
- Kontradmirał M. Quarshie (kwiecień 2009 – marzec 2013)
- Kontradmirał Geoffery Mawuli Biekro (marzec 2013 – nadal)[8]